# Вале (кантон)
Вале́ (фр. Valais) чи Ва́лліс (нім. Wallis) — двомовний кантон на південному заході Швейцарії, що складається з 13 округів. Адміністративний центр — місто Сьйон.
Вале — дев'ятий кантон країни за чисельністю населення та третій за площею після кантонів Граубюнден і Берн.
У кантоні бере початок річка Рона, яка у своїх верхів'ях на території німецькомовних округів називається Роттен.

## Клімат
У кантоні Вале клімат помірно континентальний. Середня температура січня — -0,1 °C, середня температура липня — + 20,1 °C. Середньорічна кількість опадів 644,8 мм. Відносна вологість повітря (Сьйон): 70 %.

## Історія
Після битви під Мартіньї у 57 р. до н. е., коли римляни здолали кельтів, починається історія Вале. Ця битва визначила долю регіону на кілька століть вперед. У IX ст. цей край був захоплений бургундами і приєднаний до їхнього Нижньобургундського королівства. У 999 р. король Бургундії Рудольф III (971—1032 рр.) надав права на управління Вале єпископу Сьйонскому Гуго, який отримав пізніше титул князя-єпископа.
На територію Сьйону і Вале претендували графи Савої, що розташовувалася на території сучасних Італії та Франції. Зрештою їм вдалося захопити більшу частину Сьйону, але у Верхньому Вале збереглася місцева влада.
У XIII ст. Верхній Вале зайняли німці з територій кантону Берн. Саме в ті часи почалася історія нинішньої двомовності у Вале. У 1388 році, одержавши верх над єпископською владою, встановленою графами Савойськими, німці стали розселятися по верхній частині долини Рони. Таким чином сформувався німецькомовний Верхній і франкомовний Нижній Вале.
У 1414—1420 рр. у Вале розгорілося повстання проти влади єпископа Раронського Вільгельма II. Після чого боротьба за владу тут не припинялася протягом століття. Нарешті, 1529 році Вале проголосив себе асоційованим членом Швейцарської Конфедерації.
У 1628 році Вале став незалежною республікою з єпископською владою, а в 1798 році вже республікою під контролем наполеонівських військ. Згодом Вале входив до складу більших республік у регіоні, поки у 1815 році Вале нарешті не увійшов до складу Швейцарії на правах кантону.

## Населення
Населення кантону — швейцарці, які говорять німецькою та французькою мовами. Німецька мова є рідною мовою для 28,4 % жителів (переважає в округах Гомс, Східний Рарон, Бріг, Західний Рарон, Лойк, Сьєр, північний анклав округу Еран), французька для 62,8 % (переважають в округах Монте, Сен-Моріс, Мартіньї, Антремон, Конте, Еран, Сьйон), італійська рідна для трохи більше 2 %. Решта 6,8 % говорять на інших мовах.
У кантоні більшість вірян римо-католики, є також протестанти — 6 %.

## Адміністративний поділ
Вале поділяється на 13 округів:
| Карта | Карта        | Карта          | Карта         |
| --- | ------------ | -------------- | ------------- |
| Монте ① ② Антремон Конте ③ ④ Еран Сьєр Лойк ⑤ Фісп ⑥ Бріг ⑦ Гомс ① Сен-Моріс ② Мартіньї ③ Сьйон ④ Еран ⑤ Західний Рарон ⑥ Фісп ⑦ Східний Рарон |              |                |               |
| Округ | Столиця      | Населення      | Населення     |
| Округ | Столиця      | перепис (2000) | оцінка (2023) |
| Антремон | Санбранше    | 12 138         | 16 169        |
| Бріг | Бріг         | 23 052         | 28 713        |
| Гомс | Гомс         | 4743           | 4426          |
| Еран | Ве           | 8759           | 11 455        |
| Західний Рарон | Рарон        | 10 380         | 11 443        |
| Східний Рарон | Морель-Філет | 10 380         | 11 443        |
| Конте | Конте        | 20 094         | 30 873        |
| Лойк | Лойк         | 11 631         | 13 317        |
| Мартіньї | Мартіньї     | 33 693         | 52 410        |
| Монте | Монте        | 33 389         | 50 414        |
| Сен-Моріс | Сен-Моріс    | 10 420         | 14 708        |
| Сьєр | Сьєр         | 40 018         | 51 445        |
| Сьйон | Сьйон        | 37 263         | 50 795        |
| Фісп | Фісп         | 26 819         | 29 676        |

## Цікаві факти
- Найвищою греблею гравітаційного типу є дамба Гран-Діксан в кантоні Вале висотою 285 м.
- У монастирі Сен-Бернар була виведена знаменита порода собак, навчених пошуку людей, які опинилися під лавинами. Сенбернари були привчені ще й приносити постраждалим маленькі барила з бренді, щоб дати їм можливість зігрітися.
- По території кантону Вале проходить ділянка залізниці Льодовиковий експрес, призначеної спеціально для огляду льодовиків. Лінія була прокладена у 1890—1930-х рр. Льодовиковий експрес проходить по зубчастій вузькоколійній дорозі з численними віадуками і тунелями, серед яких є навіть спіральні. На найкрутіших ділянках за кілометр шляху поїзд піднімається на 110—120 м. За сім з половиною годин дороги Льодовиковий експрес проходить по 291 мосту, через 91 тунель і піднімається на висоту 2033 м.

## Пам'ятки
- Мовуазенське водосховище
- Алецький льодовик
- Замок Штокальпер
- Тунель Симплон